# Direito do regresso
O direito de regresso é o direito de ser ressarcido de um prejuízo causado por terceiro(s) em juízo.
Jurisprudência STJ: https://web.archive.org/web/20140525195926/http://stj.jus.br/portal_stj/publicacao/engine.wsp?tmp.area=398&tmp.texto=108357